# Phường 4, thành phố Bến Tre
Phường 4 là một phường thuộc thành phố Bến Tre, tỉnh Bến Tre, Việt Nam.
Phường 4 có vị trí địa lý:
- Phía đông và phía nam giáp phường An Hội
- Phía tây giáp Phường 5 và Phường 6
- Phía bắc giáp phường Phú Khương.

Phường có diện tích 0,41 km², dân số năm 1999 là 5.416 người, mật độ dân số đạt 13.210 người/km².